# Ridderorden in Sarawak
Dit is een lijst van ridderorden in de Maleisische staat Sarawak.

## Achtergrond
Het Koninkrijk Sarawak was ooit deel van het rijk van de sultan van Brunei. Hun gezag was minimaal want de kannibalistische Dayaks hadden de gewoonte om zijn belastinginspecteurs op te eten.
Het was een, kennelijk onverteerbare, jonge Engelsman James Brooke die het land in 1830 aan zijn gezag onderwierp en in 1842 de eerste "Witte Rajah" van Sarawak werd.
Zijn neef en opvolger Charles Brooke, voluit H.H. Rajah Sir Charles Anthoni Brooke, Rajah of Sarawak, GCMG, geheten en Tweede Rajah van Sarawak accepteerde in 1888 een Brits protectoraat over Sarawak. Charles Vyner Brooke werd de derde en laatste "Witte Radjah". Hij verkocht Sarawak in 1946 aan de Britse kroon die het gebied tot 1963 als kroonkolonie beheerde. Op 16 september 1963 werd Sarawak deel van de federatie Maleisië. Het wordt door een Yang di-Pertuan Negeri of "Commissaris des Konings" bestuurd.

## Ridderorden
De Brookes stelden een ridderorde in.
- De op 26 september 1928 ingestelde "Meest Illustere Vorstelijke Orde van de Ster van Sarawak" in het Engels "The Most Illustrious Order of the Star of Sarawak" en in het Maleis "Darjah Yang Amat Mulia Bintang Sarawak" geheten was een orde van verdienste. Toen het Verenigd Koninkrijk Sarawak in 1946 van de "Witte Radjah" Brooke kocht geraakte de orde in vergetelheid. Sarawak gebruikte achttien jaar lang Britse ridderorden en onderscheidingen.

De regering van Sarawak heeft de orde na de in 1964 verkregen onafhankelijkheid in 1983 korte tijd hersteld. De Commissaris des Konings, de Sarawak Yang di-Pertua Negri verdeelt de onderscheidingen van Sarewak op zijn verjaardag. Aan de hoogste graden is adeldom verbonden.
Verder is er
- De Meest Verheven Orde van de Ster van Sarawak, in het Maleis "Darjah Utama Yang Amat Mulia Bintang Sarawak" of "Most Exalted Order of the Star of Sarawak" geheten. De orde werd in 1988 ingesteld.

- De Meest Eminente Orde van de Zeer Gerespecteerde Ster van Sarawak, "Darjah Utama Bintang Paduka Seri Sarawak" of "Most Eminent Order of the Most Esteemed Star of Sarawak" heeft van 1983 tot 1988 bestaan.

- De Meest Eervolle Orde van de Ster van de Neushoornvogel, Datuk Patinggi Bintang Kenyalang of "Most Honourable Order of the Star of Hornbill" werd in 1973 ingesteld. De orde kent tal van verschillende linten.

- De Orde voor Verdiensten voor Sarawak, "Darjah Jasa Bakti Sarawak" of "Order of Meritorious Service to Sarawak" geheten. De orde werd in 1997 ingesteld.

- De Openbare Administratie Medaille, "Pingat Pentadbiran Awam"